# Pan z Sipán

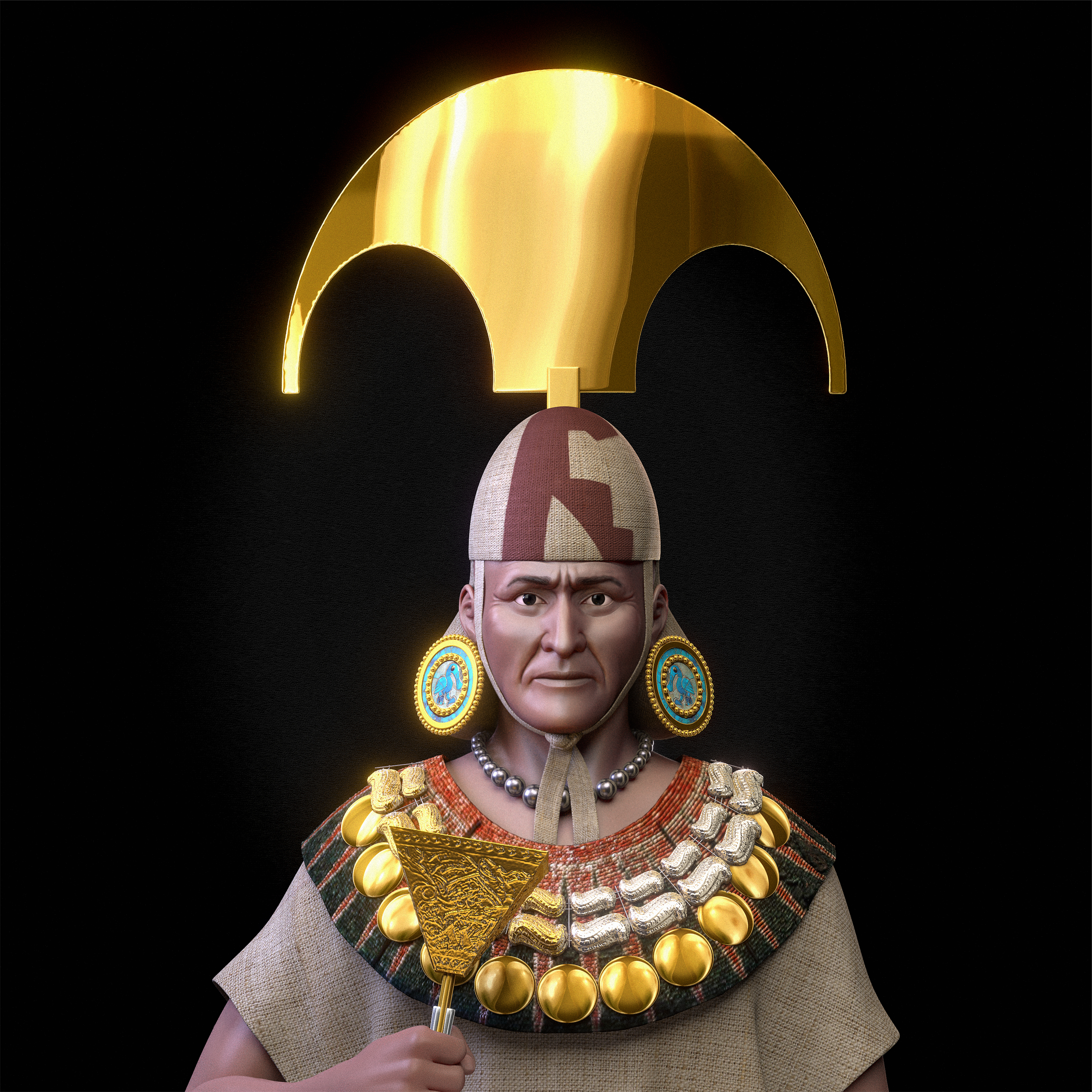
Rekonstrukcja Pana z Sipán

Pan z Sipán (hiszp. El Señor de Sipán) – nazwa nadana pierwszej z mumii kultury Moche z odkrytych w piramidzie wzniesionej z suszonej cegły w Sipán. Wykopaliska prowadzone były od 1987 roku przez zespół archeologów Waltera Alvy, peruwiańskiego archeologa. Pochówkowi mumii towarzyszyło wiele bogatych darów ze złota, srebra i miedzi. Najbardziej niezwykłe były nakrycia głowy, pektorały, berła, ozdoby uszu i ochraniacze biodrowe.
W 2016 roku naukowcy odtworzyli wygląd starożytnego władcy z uwzględnieniem insygniów władzy.